# Pauline Kneissler
Pauline Kneissler (* 10. März 1900 in Kurdjumivka, Russisches Kaiserreich; † 26. Januar 1989 in Berlin-Steglitz) war eine deutsche Krankenschwester und als solche in mehreren Anstalten an NS-Krankenmorden beteiligt.S. 733

## Leben

### Herkunft und Ausbildung
Pauline Kneissler war die Tochter eines wohlhabenden deutschen Gutsbesitzers in der Ukraine, der 1918 mit seiner Familie nach Deutschland floh, als die Bolschewiki im Russischen Bürgerkrieg in Odessa die Macht übernahmen. Er erwarb ein kleines Gut in Detmold (Westfalen), das er aber in der Wirtschaftskrise wieder aufgeben musste. Er konnte bei der Eisenbahn unterkommen, Tochter Pauline verdingte sich als Näherin.S. 205 1922 schloss sie in Duisburg eine Krankenschwesterausbildung mit Examen ab und war ab 1923 in Berlin als Privatpflegerin und ab 1925 in der Kinderheilanstalt Berlin-Buch tätig. Noch im gleichen Jahr wechselte sie zur HPA (Heil- und Pflegeanstalt) Berlin-Buch.S. 733

### NSDAP und NS-Organisationen
Pauline Kneissler war schon in den 1920er Jahren von der nationalsozialistischen Bewegung angezogen und ihrer Hassposition gegenüber den Bolschewiki, die ihre Familie aus der Ukraine vertrieben hatten.
Sie trat zwar erst 1937 (als 37-Jährige) in die NSDAP ein,S. 144 gehörte jedoch bereits 1934 der evangelischen NS-Kirchenorganisation an und war unter anderem Blockleiterin in der NS-Frauenschaft. Sie kam zu der Überzeugung, dass die katholische Kirche im Widerspruch zu den Naturgesetzen stand und teilte die Ansichten der Deutschen Christen (DC), einer rassistischen, antisemitischen und am Führerprinzip orientierten Strömung im deutschen Protestantismus, die diesen von 1932 bis 1945 an die Ideologie des Nationalsozialismus angleichen wollte.
All dies machte sie mit den Argumenten der T4-Ideologie vertraut und bereitete sie auf die späteren unbarmherzigen Mordtaten in deren Namen vor.S. 205

### Aktion T4
Ende der 1930er Jahre tauchte Kneissler im Zusammenhang mit der Aktion T4 in NS-Tötungsanstalten auf, so Ende 1939/Anfang 1940 in Grafeneck und ab Ende 1940 in HadamarS. 733.

Ihre dortige Tätigkeit wurde später gerichtlich nur als Assistenz eingestuft, da ihr eigenständig durchgeführte Tötungshandlungen für diese Zeit nicht nachgewiesen werden konnten. Sie hatte nach eigenem Bekunden lediglich die zur Tötung bestimmten Personen aus anderen Anstalten 1940 nach Grafeneck und 1941 nach Hadamar abgeholt und begleitet (siehe Die grauen Busse), ihnen beim Entkleiden geholfen, sie zum Arztzimmer gebracht, während der Untersuchung assistiert und schließlich die Kranken zum Vorraum der Gaskammer gebracht, wo sie von anderen getötet wurden.
Der euphemistische fürsorglich klingende Begriff „Hilfe beim Auskleiden“ erscheint nach Aussagen der Ordensschwestern, denen im Kloster Irsee ursprünglich die Betreuung der Patienten oblag, in einem anderen Licht. Die Schwestern glaubten zu Beginn der T4-Aktion an eine unbedenkliche Verlegung der Patienten in eine andere Pflegeanstalt.
Als sie bereits nach dem zweiten Frauentransport im November 1940 sahen, wie deren Wäsche und Kleidungsstücke zerrissen und umgestülpt auf einen Haufen geworfen wurden, schlossen sie folgerichtig, dass diese den Opfern gewaltsam vom Körper gerissen wurden und die Personen wohl nicht mehr am Leben waren.S. 284

### Aktion 14f13
Nach dem Abbruch der unmittelbaren Erwachseneneuthanasie (Gasmorde) im August 1941 wurde in den sechs Tötungsanstalten des Reichsgebiets „eingearbeitetes und bewährtes Personal“ für die „Aktion 14f13“ frei, an der auch Pauline Kneissler Anfang 1942 teilnahm und später dafür ausgezeichnet wurde.
Der Einsatz im Osten lief unter höchster Geheimhaltung und war zur Tarnung der Bauorganisation Todt zugeordnet. Über die Hintergründe wurde häufig spekuliert. Angeblich ging es um die Bergung verwundeter deutscher Soldaten „in Eis und Schnee“. Pauline Kneissler dagegen offenbarte nach Rückkehr einer Bekannten, dass sie in Russland daran mitgewirkt habe, verwundete deutsche Soldaten durch Injektionen zu liquidieren. Die Soldaten seien geisteskrank gewesenS. 144. Sie durfte sich offenbar ihrer Spezialität, der „Vernichtung lebensunwerten Lebens“ widmen. Es handelte sich jedenfalls um deutsche Soldaten, die durch die Kampfhandlungen schwerstverletzt und traumatisiert auf Hilfe hofften und denen die Lazarettleitung keine kurzfristige Aussicht auf volle Rehabilitation gab. Dass Schwester Pauline nach Eigenbekundung Geisteskranke getötet habe, deutet darauf hin, dass im Vordergrund psychische Invaliden standen, Soldaten also, die auf die Grauen des Krieges mit Zitteranfällen, Lähmungen, Taub- oder Stummheit reagiertenS. 235. Bezeichnenderweise wurden die männlichen Teilnehmer des Osteinsatzes anschließend nach Polen versetzt, um dort beim Aufbau der Vernichtungslager Belzec, Sobibor und Treblinka im Rahmen der Aktion Reinhard mitzuwirkenS. 144.

### Einsatz in Heil- und Pflegeanstalten
Zurück vom Osteinsatz wirkte Kneissler in der Landesheil- und Pflegeanstalt Weilmünster und der Tötungsanstalt Bernburg. „T4“ beorderte sie im August 1942S. 733 wieder in die LHA Hadamar. Nach ihrer Rückkehr im Dezember 1942 tötete sie dort auf der Station IIA ebenso selbständig und persönlich verantwortlich wie von April 1944 an in Irsee.S. 310
Pauline Kneissler war auch Pflegerin in der Anstalt Eichberg.
1944 schied sie in Hadamar aus und arbeitete in Eberswalde weiter.
Ab 15. April 1944 war sie in der Anstalt Kaufbeuren/Irsee tätig. Der dortige Leiter Valentin Faltlhauser hatte in der T4-Zentrale Berlin erfahrene und geeignete Kräfte angefordert, um die von ihm betriebenen Tötungsaktionen zügig umzusetzen.

### Kloster Irsee
Valentin Faltlhauser, der schon als T4-Gutachter tätig war, setzte in seiner Anstalt Kaufbeuren linientreu die Liquidierung psychisch Kranker fort. Seine von ihm selbst entwickelten Tötungsverfahren wie die mit dem Hungerkost-Erlaß legalisierte Mangelernährung wurden ihm innerhalb der ihm ebenfalls unterstellten Einrichtung im ehemaligen Kloster Irsee nicht konsequent genug umgesetzt. Ihn störte die pflegeorientierte Arbeitsweise der hier zuständigen Ordensschwestern, die sogar hin und wieder seine Diätanordnungen unterliefen und den verhungernden Kranken Brot zusteckten. Auf seine Bitte um Zuweisung einer zuverlässigen und erprobten Euthanasieschwester entsandte die Zentraldienststelle T4 Pauline Kneissler, die am 15. April 1944 ankam. Faltlhauser richtete ihr eine besondere Abteilung in Irsee ein und sofort sprang die Todesrate in die gewünschte Größenordnung, die nur bei Abwesenheit Paulines (Urlaub usw.) vorübergehend zurückfiel. Der zuständige Seelsorger benötigte – durch die vielen überraschenden Todesfälle überfordert – die Unterstützung Paulines für seine Tageseinteilung und bekam sie auch: Schwester Pauline benannte ihm von da an die Kranken, die jeweils in der Nacht oder am Folgetag unerwartet sterben würden.

### Medaillen
Am 22. Dezember 1942 erhielt sie die Medaille für deutsche Volkspflege und am 20. Januar 1943 die Ostmedaille.

## Festnahme und Verurteilung
Pauline Kneissler wurde kurz nach dem Kriegsende im Juni 1945 an ihrem neuen Tätigkeitsort, dem Lazarett Hohenschwangau, festgenommen. Das Landgericht Frankfurt am Main verurteilte sie am 28. Januar 1948 im sogenannten Schwesternprozess (Strafsache gegen Kneissler und Andere) für die von ihr verübten NS-Euthanasie-Tötungen in den NS-Tötungsanstalten Hadamar und Grafeneck sowie in Kaufbeuren und zuletzt ab April 1944 in Irsee zu vier Jahren Zuchthaus wegen Beihilfe zum Mord. Das Schwurgericht begründete das niedrige Strafmaß damit, dass in erster Linie nicht die Taten selbst, sondern der verbrecherische Wille zähle. Weil Kneissler den eigenen Willen dem verbrecherischen Willen anderer untergeordnet habe, sei sie lediglich als Gehilfin zu verurteilen.S. 309f.
Im Revisionsverfahren verurteilte das Oberlandesgericht Frankfurt sie am 20. Oktober 1948 wegen Mordes und Beihilfe unter Bestätigung des Strafmaßes.

„Dagegen war die weitere Tätigkeit der Angeklagten nicht mehr blosse Beihilfe, sondern Täterhandlung. […] Die Kneissler hat ebenfalls vom September 1942 bis zum Mai 1943 in Hadamar und vom April 1944 bis Anfang 1945 in Irsee den Kranken auf Anordnung des Arztes tödliche Tabletten und Spritzen gegeben. […] In allen diesen Fällen haben also die Angeklagten die Tatbestandsmerkmale des §211 StGB selbst erfüllt, und sie hätten statt wegen Beihilfe, wegen Mordes verurteilt werden müssen, wie oben dargelegt worden ist. Dass es sich nicht um Ärzte sondern um Pflegepersonal handelt, begründet keinen Unterschied. […] Das kann aber [bezüglich der Strafzumessung] auf sich beruhen bleiben, da die Vorschrift des §358 Abs.2 StPO höhere Strafen als die von der Strafkammer und Schwurgericht verhängten Zuchthausstrafen ohnedies nicht zulässt.“

Schwester Pauline, die nach eigenem Bekunden fünf Jahre lang in Grafeneck, Hadamar und Kaufbeuren/Irsee Tausende Behinderte "abgespritzt" hatte, fühlte sich dennoch zu Unrecht verfolgt und kommentierte das Urteil: „Mein Leben war Hingabe und Aufopferung, […] nie war ich hart zu Menschen […] Dafür muss ich heute leiden und leiden“.
Der Verurteilten wurde nach einem Jahr die Verbüßung der restlichen drei Jahre erlassen.

## Nachwirkung
Nach der Verurteilung Pauline Kneisslers zu vier Jahren Freiheitsentzug, das bedeutet bei den allein in Kaufbeuren/Irsee nachgewiesenen über 200 Morden ein anteiliges Strafmaß von weniger als einer Woche pro Opfer, kam sie bereits nach Verbüßung eines Viertels wieder frei. Erst das Buch über das Schicksal Ernst Lossas brachte ihren Namen Jahrzehnte später wieder nebenbei in Erinnerung. Alles in allem kann sie in Deutschland als weitgehend unbekannt gelten. Anders im Ausland. So machte sie der italienische Autor Marco Paolini in seinem Stück Ausmerzen. Vite indegne di essere vissute (Pauline) nach einer Idee von Giovanni de Martis und dem Psychoanalytiker Mario Paolini zur Symbolfigur für verbrecherische Krankenmorde in der NS-Zeit.